# جو غورملي
جو غورملي (بالإنجليزية: Joe Gormley)‏ هو لاعب كرة قاعدة أمريكي، ولد في 20 ديسمبر 1866 في سوميت هيل في الولايات المتحدة، وتوفي بنفس المكان في 2 يوليو 1950.

## وصلات خارجية
- جو غورملي على موقعبيزبول رفرنس.كوم (الدوري الرئيسي) (الإنجليزية)